# 王子县

王子县（英語：Prince County）是加拿大爱德华王子岛省的一个县，总面积1,979.87平方（764.43平方英里）。总人口44,495，人口密度22.5/km²。该县以英國君主乔治四世未登基时的称号命名。行政中心为萨默赛德（Summerside）。

## 自治区

### 市
- 萨默赛德市

### 镇
- 艾伯顿